# Svitlana Bondarenko
Svitlana Mykhailivna Bondarenko (en ucraniano: Світлана Бондаренко) (Zaporiyia, Ucrania, 12 de agosto de 1971) es una nadadora retirada especializada en pruebas de estilo braza. Fue subcampeona mundial durante el Campeonato Mundial de Natación en Piscina Corta de 1995 la prueba de 100 y 200 metros braza.
Representó a Ucrania en los Juegos Olímpicos de Atlanta 1996, Sídney 2000 y Atenas 2004.

## Palmarés internacional
| Campeonato Mundial de Natación en Piscina Corta | Campeonato Mundial de Natación en Piscina Corta | Campeonato Mundial de Natación en Piscina Corta | Campeonato Mundial de Natación en Piscina Corta |
| Año                                             | Lugar                                           | Medalla                                         | Prueba                                          |
| ----------------------------------------------- | ----------------------------------------------- | ----------------------------------------------- | ----------------------------------------------- |
| 1995                                            | Río de Janeiro ( Brasil)                        | Medalla de plata                                | 100 m braza                                     |
| 1995                                            | Río de Janeiro ( Brasil)                        | Medalla de plata                                | 200 m braza                                     |
| 1997                                            | Gotemburgo ( Suecia)                            | Medalla de bronce                               | 100 m braza                                     |
| Campeonato Europeo de Natación                  |                                                 |                                                 |                                                 |
| Año                                             | Lugar                                           | Medalla                                         | Prueba                                          |
| 1991                                            | Atenas ( Grecia)                                | Medalla de plata                                | 100 m braza                                     |
| 1993                                            | Sheffield ( Reino Unido)                        | Medalla de plata                                | 100 m braza                                     |
| 1995                                            | Viena ( Austria)                                | Medalla de plata                                | 100 m braza                                     |
| 1995                                            | Viena ( Austria)                                | Medalla de plata                                | 200 m braza                                     |
| 1997                                            | Sevilla ( España)                               | Medalla de plata                                | 100 m braza                                     |
| 1999                                            | Estambul ( Turquía)                             | Medalla de plata                                | 100 m braza                                     |
| 2000                                            | Helsinki ( Finlandia)                           | Medalla de bronce                               | 100 m braza                                     |
| 2002                                            | Berlín ( Alemania)                              | Medalla de plata                                | 50 m braza                                      |
| 2002                                            | Berlín ( Alemania)                              | Medalla de plata                                | 100 m braza                                     |
| 2002                                            | Berlín ( Alemania)                              | Medalla de bronce                               | 4 × 100 m estilos                               |
| 2004                                            | Madrid ( España)                                | Medalla de oro                                  | 100 m braza                                     |
| 2004                                            | Madrid ( España)                                | Medalla de plata                                | 4 × 100 m estilos                               |